# Référendum constitutionnel de 1959 en Haute-Volta
Un  référendum constitutionnel a lieu le 15 mars 1959 en Haute-Volta, alors état membre de la Communauté française couvrant le territoire de l'actuel Burkina Faso. En vue de la future indépendance du pays le 5 aout 1960, la population est amenée à se prononcer sur sa toute première constitution instaurant un régime parlementaire, ce qu'elle approuve à une très large majorité,.

## Objet
Le projet de constitution est de forme parlementaire, ce qui en fait un cas à part parmi les nouveaux pays issus de la décolonisation française en Afrique, les autres pays de l'Afrique-Occidentale française optant dans leurs majorité pour un système présidentiel ou semi-présidentiel. Le parlement est unicaméral, l'assemblée territoriale devenant assemblée nationale. Un système de motion de censure constructive est également prévu,,

## Résultat
| Choix                     | Votes     | %     |
| ------------------------- | --------- | ----- |
| Pour                      | 1 018 936 | 80,03 |
| Contre                    | 254 243   | 19,97 |
|                           |           |       |
| Votes valides             | 1 273 179 | 94,66 |
| Votes blancs et invalides | 71 753    | 5,34  |
| Total                     | 1 344 932 | 100   |
| Abstentions               | 612 800   | 31,30 |
| Inscrits/Participation    | 1 957 732 | 68,70 |

| Votes Pour (80,03%) |  |  | Votes Contre (19,97 %) |
| ▲                   |  |  |                        |
| Majorité absolue    |  |  |                        |